# Hans Persson (präst)
Hans Adolf Persson, född 23 juni 1905 i Bollnäs församling, Gävleborgs län, död 18 augusti 1998 i Hudiksvall,  var en svensk präst. 
Efter studentexamen i Uppsala 1926 avlade Persson teologisk-filosofisk examen 1929, blev teologie kandidat, avlade praktisk teologiska prov och prästvigdes för Ärkestiftet 1932. Han blev vice komminister i Möja församling 1932, komminister där 1933, kyrkoherde i Enångers församling 1940 och kontraktsprost i Sundhede kontrakt 1966.
Persson utgav Skolhistoria och skolhistorier från Enånger (1942).